# Edwig Cammaerts
Edwig Cammaerts (Namur, 17 de juliol de 1987) és un ciclista belga, professional del 2009 al 2016.

## Palmarès
- 2009
  - Vencedor d'una etapa a la Volta a la província de Namur
- 2010
  - 1r a la Volta a la província de Namur
- 2013
  - 1r a la Clàssica Loira Atlàntic